# Charles Pierce (Travestiekünstler)
Charles Pierce (14. Juli 1926 in Watertown, New York – 31. Mai 1999 in Toluca Lake, Kalifornien) war ein amerikanischer Schauspieler und Travestiekünstler. Seine bekannteste Darstellung war, neben vielen anderen, die der Schauspielerin Bette Davis. Er spielte auch im Fernsehen und Kino Nebenrollen, vornehmlich in Sitcoms.

## Leben und künstlerischer Werdegang
Charles Pierce verbrachte seine Jugend in Watertown und besuchte die dortige Highschool.
1944 fand er, noch während seines Schulbesuchs, eine Anstellung bei der heimatlichen Rundfunkstation WWNY-TV, wo er Hammondorgel spielte und kleinere Rollen in einigen Produktionen übernahm. Er entwickelte hier sein komödiantisches Talent und trat oft in einem Tuxedo auf. Daneben begeisterte er mit verblüffend überzeugenden Imitationen amerikanischer Hollywoodschauspielerinnen.
Auch spielte er daneben landesweit in Schwulenbars, so wurde er zunehmend einem größeren Publikum bekannt.
Er zog nach San Francisco, wo seine Darstellungen bald im nahen Hollywood bekannt wurden. Er besuchte ab 1952 die Schauspielschule des Pasadena Playhouse, bei der er später auch als Schauspieler wirkte.
Um nicht mit den örtlichen Sittengesetzen in Konflikt zu kommen oder sein Publikum zu jener Zeit zu überfordern waren seine weiblichen Verkleidungen zunächst einfach gehalten, mit wenigen Requisiten (z. B. Federboa), später aber verwendete er aufwendiger gestaltete Kostüme, Perücken und Make-up.
Er vermied aber in seiner Selbstbetrachtung die (in den USA gebräuchlichen) Bezeichnungen female impersonator (Damenimitator) oder Drag Queen. Diese Zuordnungen verachtete er regelrecht: Ich habe keinerlei Ambitionen den Liberace der Drag-Szene zu geben. Warum werde ich immer als 'Charles Pierce, female impersonator' beschrieben? Warum nicht einfach 'Charles Pierce, Schauspieler'?. Er bezeichnete sich dann jedoch als „männliche Schauspielerin“ (eine Idee des Journalisten Herb Caen des San Francisco Chronicle). Eine weitere Selbstbezeichnung lautete „Master and Mistress of Surprise or Disguise (Meister und Meisterin der Überraschung oder Verkleidung)“.
Seine Imitationen, besonders diejenige von Bette Davis, Mae West, Tallulah Bankhead, Gloria Swanson, Carol Channing, Katharine Hepburn, und Joan Crawford wurden auch von anderen Travestiekünstlern aufgegriffen und gehörten somit bald zum festen Repertoire der amerikanischen Travestieszene.
Seine Darstellung war zwar eher fokussiert auf einen pointenreichen Wortwitz, als auf eine möglichst identische Kopie der Darzustellenden, dennoch hieß es oft, dass er z. B. Joan Collins mehr gleiche als Joan Collins sich selber.
Carol Channing war der einzige von ihm parodierte Hollywoodstar, der seine Darstellung besuchte. Sie ging nach der Show (im 'Gold Street', San Francisco, 1972) hinter die Bühne und sagte: Cheee-yarles, you do me better than I do! | du verkörperst mich besser als ich mich selber.
Er spielte u. a. als Gast in der Fernsehserie Wonder Woman und einen (als Frau verkleideten) Schurken in einer Episode der Sitcom Laverne & Shirley. In einer frühen Folge der Sitcom Designing Women imitierte er, spielend auf einem Kreuzfahrtschiff, Joan Collins als Stewardess und Bette Davis als Entertainerin. Als Davis spricht er: Was that Joan Collins hustling the tables? One bitch on this boat is enough! | War das Joan Collins, die da die Tabletts vor sich her schubst? Ein Biest auf diesem Boot reicht doch wohl!

## Letzte Jahre
Mitte der 1990er Jahre beendete er, bis auf wenige spezielle Ausnahmen, wie z. B. die Town Hall Drag Summit Show, seine Bühnenkarriere und zog sich zurück, zumal viele seiner Weggefährten und Mitarbeiter zuvor an der Immunschwächekrankheit AIDS gestorben waren.
Seinen Abschiedsauftritt im Pasadena Playhouse Theater begann er mit den Worten: „Nun bin ich an einem Punkt angelangt wo sich der Kreis schließt und es ist Zeit die Kleider an den Nagel zu hängen, die Perücken abzunehmen und für eine Weile nur ich selber zu sein. Ich gehe nicht einfach in den Ruhestand, ich danke ab.“
Kurz vor seinem Tod vermachte er seine gesamten Aufnahmen, Aufzeichnungen und Bildmaterial einer Organisation der LBGT-Bewegung, dem ONE National Gay & Lesbian Archiv.
Er starb 72-jährig in seinem Haus in Toluca Lake und wurde eingeäschert. Die Beerdigung folgte strengen Anweisungen, die Charles Pierce vor seinem Tod plante. Seine Urne steht im Columbarium of Providence im Forest Lawn in Hollywood Hills.
In ihrer preisgekrönten Show Just Between Friends spielte Bea Arthur, die auch zu Pierce Bestattung sang (I’ll See You Again), Pierces Lieblingssketch A Mother's Ingenuity (Der Scharfsinn einer Mutter). Er ist auch auf seiner letzten CD-Veröffentlichung zu hören.

## Filmografie
| Jahr | Titel                                        | Episode / Beteiligung                           | Rolle                         | Anmerkung                                                   |
| ---- | -------------------------------------------- | ----------------------------------------------- | ----------------------------- | ----------------------------------------------------------- |
| 1972 | Die Zwei von der Dienststelle (The Partners) | "Headlines for Higgenbottom"                    | Pretty Boy Clyde              | Sitcom                                                      |
| 1973 | Love, American Style                         | "Love and the Baby Derby"                       | Johnnie                       | Fernsehserie                                                |
| 1977 | Chico and the Man                            | "The Dress"                                     | Brad Rushton                  | Sitcom                                                      |
| 1977 | Starsky & Hutch                              | "Niemand wusste es"                             | als Travestiestar "Sugar"     | Krimiserie                                                  |
| 1978 | Ja, lüg' ich denn? (Rabbit Test)             |                                                 | als Königin von England       | Kinofilm, Drehbuch und Regie Joan Rivers, mit Billy Crystal |
| 1978 | Wonder Woman                                 | "Death in Disguise"                             | Finley / Starker              | Fernsehserie                                                |
| 1980 | Laverne & Shirley                            | "Murder on the Moose Jaw Express", Teil 1 und 2 | MacGuffin                     | Sitcom                                                      |
| 1982 | Legends of the Silver Screen                 |                                                 |                               | HBO Special; live im Dorothy Chandler Pavilion              |
| 1982 | Madame's Place                               | "A Visit from Cousin Charlie"                   | Charley und als Bette Davis   | Fernsehserie                                                |
| 1983 | Fame – Der Weg zum Ruhm                      | "Hail to the Chief" (nicht in D ausgestrahlt)   | eine Stadtstreicherin         | Fernsehserie                                                |
| 1987 | Designing Women                              | "Cruising"                                      | Claude                        | Sitcom                                                      |
| 1988 | Gay Voices, Gay Legends                      |                                                 | als er selbst                 | Dokumentation                                               |
| 1988 | Das Kuckucksei (Torch Song Trilogy)          |                                                 | Bertha Venation               | Homosexuellendrama (Kinofilm nach einem Theaterstück)       |
| 1989 | DuckTales – Neues aus Entenhausen            | "Die Kronjuwelen"                               | Stimme in der Originalfassung | Zeichentrickserie                                           |
| 1989 | Spies and Lovers                             |                                                 | Granny Greenberg              | Filmkomödie                                                 |
| 1990 | Nerds of a Feather                           |                                                 | Granny Greenberg              | Filmkomödie                                                 |
| 1991 | Der Mann ihrer Träume                        |                                                 | Beau                          | Filmkomödie                                                 |
| 1997 | Dragtime                                     |                                                 | als er selbst                 | Dokumentation (HBO)                                         |
| 2006 | Stardust: The Bette Davis Story              |                                                 | als Bette Davis               | Fernsehdokumentation aus Archivmaterial                     |
| 2009 | Queer Icon: The Cult of Bette Davis          |                                                 | als Bette Davis               | Dokumentation aus Archivmaterial                            |

## Diskografie
- For Pierce'd Ears (Liveauftritt in San Francisco), Wanda Records MP2101
- Les Natali presents Charles Pierce. live im „Bimbo's“, San Francisco – Blue Thumb Records – BTS-30 – 1970